# Túnel de Eiksund
El túnel de Eiksund es un túnel ubicado cerca de Volda en la provincia de Møre og Romsdal, Noruega. El túnel fue construido como parte de un gran proyecto que incluye 3 túneles y un puente que conecta varias islas con el continente.
El complejo puente-túnel sirve a los municipios de Herøy,  Sande, Ulstein, Hareid, Ørsta y Volda, que en conjunto tienen más de 40,000 habitantes. El Puente Eiksund se une a la isla Hareidlandet y al pueblo de Eiksund con la isla cercana de Eika. El túnel de Eiksund comienza en el extremo sur del puente (en la isla Eika), pasa por debajo del Vartdalsfjorden y se conecta con el continente cerca del pueblo de  Ørsta.
Estas tres estructuras forman parte de la carretera de condado 653, que une la carretera de condado 61 entre Ulstein y Herøy con la ruta europea E39 entre Ørsta y Volda.
El túnel tiene 7765 metros de longitud y 287 metros de profundidad, siendo el túnel submarino más profundo en el mundo. El túnel tuvo un accidente en mayo de 2006 y fue abierto al tráfico para el público en febrero de 2008. Además, forman parte del proyecto un puente de 405 metros de longitud y otro túnel de 1160 metros de longitud.